# شهر رؤیاها (فیلم ۱۹۹۳)
شهر رؤیاها (به هندی: Dharavi) فیلمی محصول سال ۱۹۹۳ و به کارگردانی سینگتام سودیر میشرا است. در این فیلم بازیگرانی همچون شبانه اعظمی، اوم پوری، مادهوری دیکشیت، راغوبیر یاداو، آنیل کاپور ایفای نقش کرده‌اند.